# Francis Huck
Francis Huck, dit Fran Huck, né le 4 décembre 1945, à Regina, au Canada, est un joueur canadien de hockey sur glace.

## Carrière
Fran Huck obtient une médaille de bronze aux Jeux olympiques d'hiver de 1968 de Grenoble. Il remporte également la médaille de bronze lors des Championnats du monde de hockey sur glace en 1966 et en 1967.